# Koceila Mammeri
Koceila Julien Mammeri, né le 23 février 1999, est un joueur franco-algérien de badminton.

## Carrière
Après avoir joué en jeunes sous les couleurs de la France, il évolue sous les couleurs de l'Algérie.
Aux Championnats d'Afrique de badminton 2017 à Benoni, il remporte la médaille d'or en double hommes avec Youcef Sabri Medel. Il est médaillé d'or en double mixte avec Linda Mazri et médaillé d'argent en double hommes avec Youcef Sabri Medel aux Championnats d'Afrique de badminton 2018 à Alger. Aux Championnats d'Afrique de badminton 2019 à Port Harcourt, il remporte la médaille d'or en double hommes avec Youcef Sabri Medel et en double mixte avec Linda Mazri. Il est médaillé d'or en double mixte avec Linda Mazri et médaillé d'argent par équipe mixte aux Jeux africains de 2019 à Rabat. Il est médaillé d'or en double hommes avec Youcef Sabri Medel et en double mixte avec sa sœur Tanina Mammeri aux Championnats d'Afrique de badminton 2021 à Kampala ainsi qu'aux Championnats d'Afrique de badminton 2022 à Kampala.
Il est ensuite médaillé d'or en double hommes avec Youcef Sabri Medel aux Jeux méditerranéens de 2022 à Oran.
Aux Championnats d'Afrique de badminton 2023 à Johannesbourg, il est médaillé d'or en double mixte avec Tanina Mammeri et médaillé de bronze en double hommes avec Youcef Sabri Medel.
Aux Championnats d'Afrique par équipe, il est médaillé d'or en 2018, 2022 et 2024 et 2025, médaillé d'argent en 2021 et médaillé de bronze en 2016 et en 2023.
Il est médaillé d'or en double hommes avec Youcef Sabri Medel et en double mixte avec Tanina Mammeri aux Jeux panarabes de 2023 à Alger.
Il est médaillé d'or en double hommes avec Youcef Sabri Medel ainsi qu'en double mixte avec Tanina Mammeri aux Championnats d'Afrique de badminton 2024 au Caire puis aux Jeux africains de 2023 à Accra ainsi qu'aux Championnats d'Afrique de badminton 2025 à Douala.